# Johann Nepomuk Geiger

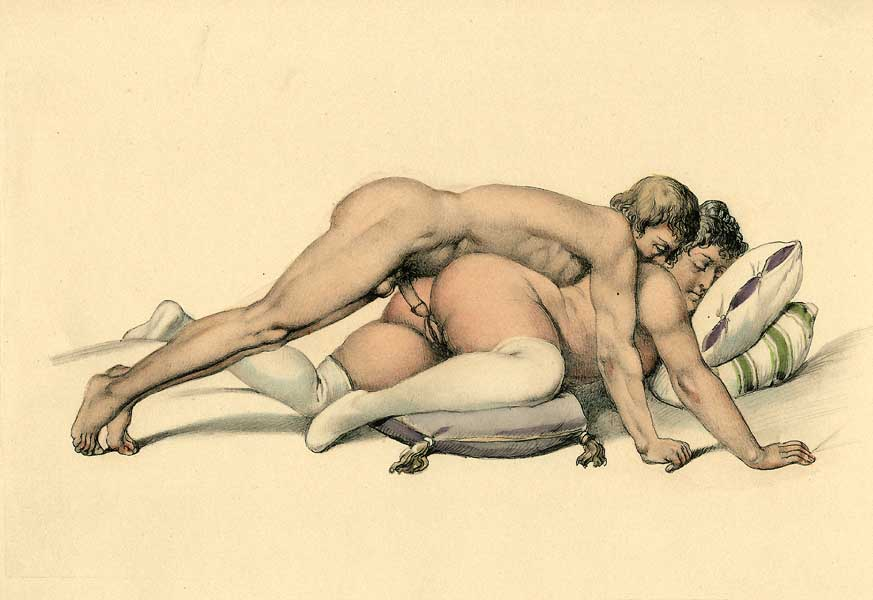
Disegno ad acquerello di Johann Nepomuk Geiger, 1840.

Johann Nepomuk Geiger (Vienna, 11 gennaio 1805 – Vienna, 29 ottobre 1880) è stato un pittore e disegnatore austriaco.

## Biografia
Geiger volle inizialmente seguire il mestiere familiare e divenne uno scultore, ma il disegno e la pittura erano i suoi elementi fondamentali. Egli illustrò Vaterländischen Immortellen (Gli immortali della terra nativa) di Anton Ziegler, del 1841. Prima del 1848 realizzò numerose illustrazioni della storia antica e poesie ma anche numerosi dipinti ad olio per la Famiglia Reale Austriaca.
Ritornato da un viaggio in oriente con Massimiliano I del Messico nel 1850, entrò in un periodo particolarmente creativo. Nel 1853 divenne Professore dell'Accademy of Arts di Vienna. Per la Famiglia Reale egli realizzò numerose opere tra le quali illustrazioni di Goethe, Friedrich Schiller e William Shakespeare. Illustrò anche la vita e la società orientale.

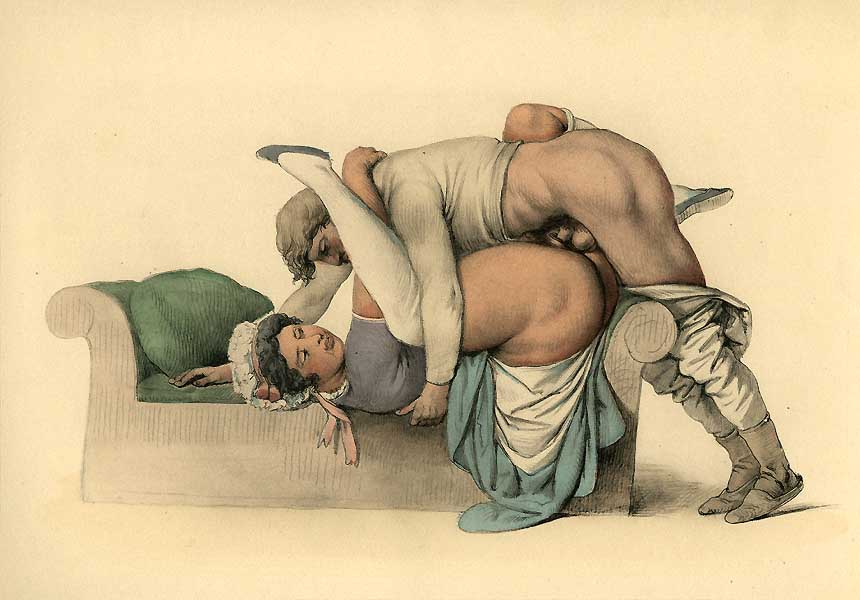
Altro Acquerello di Geiger, 1840.

Morì a Vienna il 29 ottobre del 1880. Le sue opere e i disegni erotici furono particolarmente ricordati e apprezzati dai pittori della corte reale.